# اسپندار اتیوپیایی
اسپندار اتیوپیایی (نام علمی: Cereus aethiops) نام یک گونه از سرده اسپندارها است.